# فلیپه کیتادای
فلیپه کیتادای (انگلیسی: Felipe Kitadai؛ زادهٔ ۲۸ ژوئیهٔ ۱۹۸۹) جودوکار اهل برزیل است.
وی در مسابقات کشوری و بین‌المللی در مجموع برندهٔ ۹ مدال طلا، ۳ مدال نقره، ۲ مدال برنز شده‌است.